# Oscar Calics
Oscar Osvaldo Calics (* 18. November 1939 in Buenos Aires) ist ein ehemaliger argentinischer Fußballspieler, der mit der Nationalmannschaft seines Heimatlandes an der Fußball-Weltmeisterschaft 1966 teilnahm.

## Karriere
Oscar Calics begann seine aktive Karriere bei CA Banfield im gleichnamigen Vorort von Argentiniens Hauptstadt Buenos Aires, in der er 1939 geboren wurde. Im Alter von 19 Jahren machte er 1958 sein erstes Spiel in der Profimannschaft von Banfield. Die ersten fünf Jahre seiner Karriere spielten er und CA Banfield in der zweiten argentinischen Liga, ehe 1963 der Aufstieg in die Primera División glückte, in der sich der Verein auch langfristig etablieren konnte. Nach dem Aufstieg spielte Calics, der auf der Position eines Abwehrspielers agierte, noch zwei Jahre für CA Banfield, bevor er den Verein verließ und sich CA San Lorenzo de Almagro aus dem bonarenser Vorort Almagro anschloss. 1968 gewann Calics mit San Lorenzo de Almagro seine erste argentinische Meisterschaft. Der Metropolitano-Wettbewerb in der Primera División wurde durch einen 2:1-Finalerfolg gegen Estudiantes de La Plata gewonnen. Dies blieb der einzige Titelgewinn für Calics mit San Lorenzo und er wechselte 1970 nach 113 Ligaspielen nach Kolumbien zu Atlético Nacional aus Medellín. Zwischen 1971 und 1973 spielte er mit Atlético Nacional stets oben mit in der ersten Liga Kolumbiens und errang 1973 im letzten Jahr seiner Aktivität bei dem Verein die kolumbianische Fußballmeisterschaft. Danach ging er noch für ein Jahr zu CA Lanús und beendete seine fußballerische Laufbahn im Jahr 1974 im Alter von 35 Jahren.
Oscar Calics spielte während seiner Laufbahn sechs Länderspiele für die argentinische Fußballnationalmannschaft. Diese Einsätze fanden in den Jahren 1966 und 1967 statt. Von Argentiniens Nationaltrainer Juan Carlos Lorenzo wurde er ins Aufgebot der Südamerikaner für die Fußball-Weltmeisterschaft 1966 in England berufen. Bei dem Turnier wurde er in einem Spiel in der Abwehr Argentiniens eingesetzt, und zwar beim 2:0-Sieg im letzten Gruppenspiel gegen die Schweiz, das Argentinien den Einzug ins Viertelfinale, erstmals seit 36 Jahren, ermöglichte. Calics stand in diesem Spiel allerdings nur in der Startformation, da José Albrecht, der eigentlich auf Calics Position spielte, im vorhergehenden Spiel gegen Deutschland (0:0) einen Platzverweis erhalten hatte und somit gesperrt war.

## Erfolge
- Argentinische Meisterschaft: 1×

Metropolitano 1968 mit CA San Lorenzo
- Kolumbianische Meisterschaft: 1×

1973 mit Atlético Nacional